# Joachimów-Mogiły
Joachimów-Mogiły – wieś w Polsce położona w województwie łódzkim, w powiecie skierniewickim, w gminie Bolimów, nad rzeką Rawką, w Bolimowskim Parku Krajobrazowym.

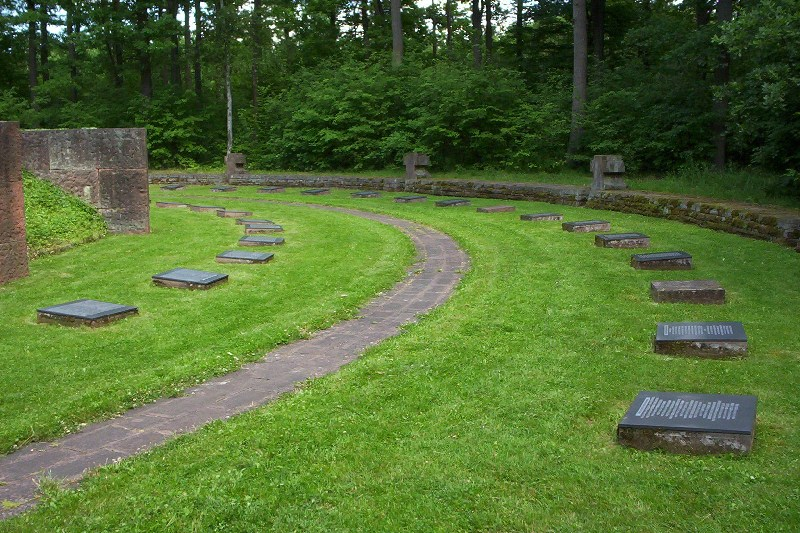
Nagrobki niemieckich żołnierzy z II wojny światowej

W latach 1975–1998 miejscowość administracyjnie należała do województwa skierniewickiego.
W lesie, na skraju wsi stoi pomnik upamiętniający potyczkę stoczoną przez oddział Władysława Stroynowskiego 7 lutego 1863 w czasie powstania styczniowego. Poległo w niej 14 powstańców.
Nieco dalej w lesie znajduje się niemiecki cmentarz z okresu I wojny światowej, na którym to pochowano żołnierzy poległych w walkach 1915 roku. W 1990 pochowano tu 2566 żołnierzy niemieckich poległych w czasie II wojny światowej, którzy zostali ekshumowani z cmentarza Wojskowego na Powązkach w Warszawie przez Volksbund Deutsche Kriegsgräberfürsorge (niem. Ludowy Niemiecki Związek Opieki nad Grobami Wojennymi). Na terenie nekropolii znajduje się kilkadziesiąt płyt nagrobnych z nazwiskami, imionami oraz datami urodzin i śmierci niemieckich żołnierzy. 

W okolicy znajdują się także pozostałości innych, mniejszych cmentarzy z czasów I wojny światowej. 